# Andrew McKelvey
Andrew McKelvey  (New York, 13 oktober 1934 - aldaar,  27 november 2008) was een Amerikaans ondernemer. Hij richtte de wereldwijde rekruteringswebsite monster.com op.
McKelvey stichtte in 1967 de firma Telephone Marketing Program, die zich richtte op de advertentiemarkt in de Gouden Gids en later als TMP Worldwide Advertising and Communications internationaal bekend werd. In 1995 kocht McKelvey de firma The Monster Board en Online Career Center, die in 1999 werden samengevoegd tot de rekruterings- en vacaturesite monster.com en ten slotte in 2003 na een fusie met TMP Worldwide tot Monster Worldwide met het hoofdkantoor in New York leidde. In 2007 had Monster 5.200 medewerkers in 36 landen in dienst die een omzet genereerden van $ 1,35 miljard.
Andrew McKelvey trok zich in  2006 terug uit de onderneming. De miljardair stierf in november 2008 aan alvleesklierkanker.